# Løkvollen
Løkvollen est une localité du comté de Troms, en Norvège.

## Géographie
Administrativement, Løkvollen fait partie de la kommune de Kåfjord.